# Carlos Badion
Carlos Badion, né le 16 août 1935, à Lubao, aux Philippines et décédé le 20 juin 2002, à Manille, aux Philippines, est un ancien joueur et entraîneur philippin de basket-ball.

## Palmarès
- Vainqueur des Jeux asiatiques de 1958
- Champion d'Asie 1960